# Турецька хокейна суперліга
Турецька хокейна суперліга (тур. Türkiye Buz Hokeyi Süper Ligi, абревіатура TBHSL) — щорічні хокейні змагання в Туреччині, які проводяться з 1992 року під егідою Турецької федерації хокею. У чемпіонаті беруть участь сім клубів.

## Історія
У льодовому палаці Анкари в 1989 році пройшов перший хокейний матч між командами Анкари та Стамбулу відповідно до правил ІІХФ.
У січні 1990 хокей в Туреччині знаходився під юрисдикцією федерації лижного спорту Туреччини, і перший офіційний чемпіонат був організований між командами Анкари та Стамбула (у змаганні брали участь шість клубів).
1991 заснована Турецька федерація хокею під егідою якої проходять матчі чемпіонату. Хокейну лігу створили в 1993 році.
Чемпіон Туреччини бере участь у першому раунді Континентального кубку.

## Чемпіони та другий призер
| Сезон     | Чемпіон                 | Друге місце                    |
| --------- | ----------------------- | ------------------------------ |
| 2024–25   | Баз Адамлар             | Зейтинбурну Беледієспор        |
| 2023–24   | Баз Адамлар             | Істанбул Бююкшехір Беледіеспор |
| 2022–23   | Баз Адамлар             | Баз Бейкоз Спор Кулюбю         |
| 2021–22   | Баз Адамлар             | Істанбул Бююкшехір Беледіеспор |
| 2020–21   | Баз Бейкоз Спор Кулюбю  | Зейтинбурну Беледієспор        |
| 2019–20   | Баз Бейкоз Спор Кулюбю  | Зейтинбурну Беледієспор        |
| 2018–19   | Зейтинбурну Беледієспор | Баз Адамлар                    |
| 2017–18   | Зейтинбурну Беледієспор | Ерзурум Бююкшехір Беледієі СК  |
| 2016–17   | Зейтинбурну Беледієспор | Ерзурум Бююкшехір Беледієі СК  |
| 2015–16   | Зейтинбурну Беледієспор | Ізмір ББ СК                    |
| 2014–15   | Ізмір ББ СК             | Коджаелі ББК Спор              |
| 2013–14   | Ізмір ББ СК             | Коджаелі ББК Спор              |
| 2012–13   | «Башкент Їлдизлари»     | Ізмір ББ СК                    |
| 2011–12   | «Башкент Їлдизлари»     | Коджаелі ББК Спор              |
| 2010–11   | «Башкент Їлдизлари»     | Коджаелі ББК Спор              |
| 2009–10   | СК Університет Анкари   | «Башкент Їлдизлари»            |
| 2008–09   | Поліс Академісі         | Коджаелі ББК Спор              |
| 2007–08   | Поліс Академісі         | Коджаелі ББК Спор              |
| 2006–07   | Коджаелі ББК Спор       | Поліс Академісі                |
| 2005–06   | Поліс Академісі         | Коджаелі ББК Спор              |
| 2004–05   | Поліс Академісі         | Коджаелі ББК Спор              |
| 2003–04   | Поліс Академісі         | Коджаелі ББК Спор              |
| 2002–03   | ББ Анкара СК            | Поліс Академісі                |
| 2001–02   | ББ Анкара СК            | Поліс Академісі                |
| 2000–01   | ББ Анкара СК            | Поліс Академісі                |
| 1999–2000 | ББ Анкара СК            | Істанбул Патен К               |
| 1998–99   | Гумус Патанлер          | Істанбул Патен К               |
| 1997–98   | Істанбул Патен К        | ББ Анкара СК                   |
| 1996–97   | ББ Анкара СК            | Істанбул Патен К               |
| 1995–96   | Каваклідере СК          | Істанбул Патен К               |
| 1994–95   | ББ Анкара СК            | СК Емнієт                      |
| 1993–94   | ББ Анкара СК            | СК Емнієт                      |
| 1992–93   | ББ Анкара СК            | СК Мюлкіє                      |

## Титули
| Титули                  | Клуб | Рік                                      |
| ----------------------- | ---- | ---------------------------------------- |
| ББ Анкара СК            | 7    | 1993, 1994, 1995, 1997, 2000, 2002, 2003 |
| Поліс Академісі†        | 6    | 2001, 2004, 2005, 2006, 2008, 2009       |
| Зейтинбурну Беледієспор | 4    | 2016, 2017, 2018, 2019                   |
| Баз Адамлар             | 4    | 2022, 2023, 2024, 2025                   |
| Башкент Їлдизлари       | 3    | 2011, 2012, 2013                         |
| Ізмір ББ СК             | 2    | 2014, 2015                               |
| Баз Бейкоз Спор Кулюбю  | 2    | 2020, 2021                               |
| СК Університет Анкари   | 1    | 2010                                     |
| Коджаелі ББК Спор       | 1    | 2007                                     |
| Гумус Патанлер          | 1    | 1999                                     |
| Істанбул Патен К†       | 1    | 1998                                     |
| Каваклідере СК          | 1    | 1996                                     |

† Клуб припинив існування.